# Mike Adenuga
Mike Adenuga, pseudonimo di Michael Adeniyi Agbolade Ishola Adenuga (Ibadan, 29 aprile 1953), è un imprenditore e miliardario nigeriano, la terza persona più ricca dell'Africa.  La sua azienda Globacom è il secondo operatore di telecomunicazioni della Nigeria ed è presente anche in Ghana e Benin. Possiede partecipazioni nella Equitorial Trust Bank e nella società di esplorazione petrolifera Conoil (ex Consolidated Oil Company).
Forbes ha stimato il suo patrimonio netto in 6,2 miliardi di dollari a maggio 2021.

## Biografia
Figlio di Oloye Michael Agbolade Adenuga Sr., docente scolastico, e di Omoba Juliana Oyindamola Adenuga, imprenditrice di discendenza reale Ijebu. È di etnia Yoruba.
Adenuga ha studiato presso la Ibadan Grammar School, Ibadan, Oyo State, Nigeria e la Comprehensive High School, Aiyetoro. Dopo il diploma lavora come tassista per pagarsi gli studi universitari presso l'Università dell'Oklahoma e la Pace University di New York, dove si laurea in Business Administration.

## Vita privata
Si è sposato due volte. La prima con Adefolake Emilia Adenuga, la seconda volta con Titi Joyce Adenuga. In totale ha 7 figli, inclusa Bella Disu. Vive con la sua famiglia a Banana Island, Ikoyi vicino a Lagos.

## Onorificenze
Commendatore della Legion d'Onore della Repubblica Francese